# 7 World Trade Center
7 World Trade Center is een gebouw in het World Trade Center-complex in Lower Manhattan, New York. De huidige versie is het tweede gebouw met de naam en het adres van die locatie. De originele constructie werd voltooid in 1987 en verwoest tijdens de aanslagen op 11 september 2001. Het huidige gebouw werd gebouwd van 2002 tot 2006. Beide gebouwen werden ontwikkeld door Larry Silverstein, die een erfpacht heeft voor het gebied van de Port Authority of New York and New Jersey.
Het originele 7 World Trade Center had 47 verdiepingen, in rood metselwerk aan de buitenkant, met een trapeziumvormige voetdruk. Een verheven loopweg verbond het gebouw met het World Trade Center plaza. Het gebouw bevond zich boven een ondergronds elektrisch onderstation, wat voor unieke structuur- en ontwerpbeperkingen zorgde. Toen het gebouw geopend werd in 1987 had Silverstein moeite met het vinden van huurders. In 1988 tekende Salomon Brothers een huurcontract voor 20 jaar en werd de belangrijkste huurder van het gebouw (het bedrijf nam 64% van de kantoorruimte in beslag). Daarom kreeg het pand de bijnaam Salomon Brothers Building. Op 11 september 2001 werd 7 WTC beschadigd door puin van het instorten van de North Tower van het World Trade Center.
Het puin zorgde ook voor branden die gedurende de middag bleven branden op de lagere verdiepingen. Het interne brandblussysteem had niet genoeg waterdruk om het vuur te bestrijden, en het gebouw stortte volledig in om 17:21:10, volgens FEMA, terwijl een 2008 studie van NIST de uiteindelijke instortingstijd zet op 17:20:52. De instorting begon toen een kritieke interne kolom het begaf, waardoor de interne structuur begon in te zakken, wat eerst te zien was aan de buitenkant toen een penthouse aan de top begon in te storten om 17:20:33. Deze instorting maakte de 7 WTC tot het eerste hoge gebouw dat instortte door wilde branden, en de enige stalen wolkenkrabber in de wereld die hoofdzakelijk door wilde branden instortte.
Het nieuwe 7 WTC werd gebouwd vanaf 2002 en voltooid in 2006. Het heeft 52 verdiepingen (met één ondergrondse), wat het het 28e hoogste gebouw in New York maakt. Het heeft een kleinere voetdruk dan het origineel, waardoor Greenwich Street kan lopen van TriBeCa door het World Trade Center en zuid naar Battery Park. Het nieuwe gebouw wordt begrensd door de straten Greenwich, Vesey, Washington en Barclay. Een klein park aan de overkant van Greenwich Street bezet ruimte dat deel was van de voetdruk van het origineel. Het ontwerp van het huidige gebouw legt de nadruk op veiligheid, met een kern van gewapend beton, bredere trappen en meer brandveiligheid voor de stalen kolommen. Het bevat ook meerdere elementen van duurzaam ontwerpen. Het was het eerste handelsgebouw in New York dat een certificatie van Leadership in Energy and Environmental Design (LEED) kreeg van de U.S. Green Building Council, met een gouden classificatie. Het was ook een van de eerste projecten dat deel was van het programma van de Council voor Leadership in Energy and Environmental Design – Core and Shell Development (LEED-CS).

## Originele gebouw (1983–2001)

### Ontwerp en lay-out
| Het originele 7 World Trade Center bezien vanaf het WTC-observatiedek op 14 augustus 1992. | Het rood-getinte 7 WTC linksachter de Twin Towers bezien vanaf het zuidwesten in maart 2001. |

Het originele 7 World Trade Center had 47 verdiepingen en was ontworpen door architect Julian Roth van Emery Roth & Sons, met een voorgevel van rood graniet. Het gebouw was 190 m hoog, met een trapeziumvormig voetdruk dat 100 m lang en 43 m breed was. Tishman Realty & Construction beheerde de constructie van het gebouw, begonnen in 1983. In mei 1987 werd het gebouw geopend, en werd het zevende gebouw van de World Trade Center.
Het gebouw werd gebouwd boven een Con Edison onderstation dat in 1967 werd gebouwd. Dit substation had een caisson fundament van 56 000 m2, ontworpen om het gewicht van een toekomstig gebouw van 25 verdiepingen te dragen. Het uiteindelijke ontwerp van 7 World Trade Center was voor een veel groter gebouw dan origineel gepland toen het onderstation werd gebouwd. Het structuurontwerp van 7 World Trade Center gebruikte daarom een systeem van spanten en balken, tussen verdiepingen 5 en 7, om de last naar een kleiner fundament te verdelen. Men gebruikte bestaande caissons uit 1967, samen met nieuwe caissons om het nieuwe gebouw te accommoderen. De vijfde verdieping functioneerde als structureel diafragma, voor zijdelingse stabiliteit en ladingsdistributie tussen de nieuwe en oude caissons. Boven de zevende verdieping werd de structuur van het gebouw een typisch tube ontwerp, met kolommen in de kern en de omtrek, en zijdelingse ladingen weerstaan door omtrek omlijstingen.

Verbindingsbalken gebruikt op de verdiepingen 5 en 7, om de last op de fundering evenwichtig te verdelen

Een oprit, dezelfde als voor het hele World Trade Center-complex, bezette het oostelijke kwartier van de 7 World Trade Center-voetdruk. Het gebouw was open onder de derde verdieping, met ruimte voor vrachtwagens op de oprit. Het brandwerend middel voor de structurele staal elementen was Monokote gebaseerd op gips, met een 2-uur brand classificatie voor stalen balken en spanten en een 3-uur classificatie voor kolommen.
Mechanische uitrusting werd geïnstalleerd op verdiepingen 4 tot 7, waaronder 12 transformators op de 5de verdieping. Meerdere noodgeneratoren die in het gebouw geïnstalleerd werden, werden gebruikt door de Office of Emergency Management, Salomon Smith Barney en andere huurders. Om de generatoren te voeden, werd 91 000 L dieselolie ondergronds opgeslagen. Er waren dieselolie distributiecomponenten van grondniveau tot de 9de verdieping. Na de bomaanslag op het World Trade Center in 1993 besloot de burgemeester van New York, Rudy Giuliani, om het noodcentrum en samenhangende olietanks naar het 7 World Trade Center te verplaatsen. Deze beslissing werd na 9/11 bekritiseerd, maar de olie in het gebouw wordt niet beschouwd als een factor in het instorten van het gebouw. Het dak van het gebouw bevatte een klein westelijk penthouse en een groter mechanisch penthouse aan de oostkant.
Elke verdieping had 4 400 m2 huurbare kantoorruimte, wat het vloerplan van het gebouw groter maakte dan de meeste kantoorgebouwen in de stad. De 7 World Trade Center had een totaal van 173 500 m2 kantoorruimte. Twee bruggen voor voetgangers verbonden het World Trade Center complex, door de Vesey straat, naar de derde verdieping van de 7 WTC. De lobby van de 7 WTC had drie muurschilderingen door Al Held: The Third Circle, Pan North XII en Vorces VII.

### Huurders

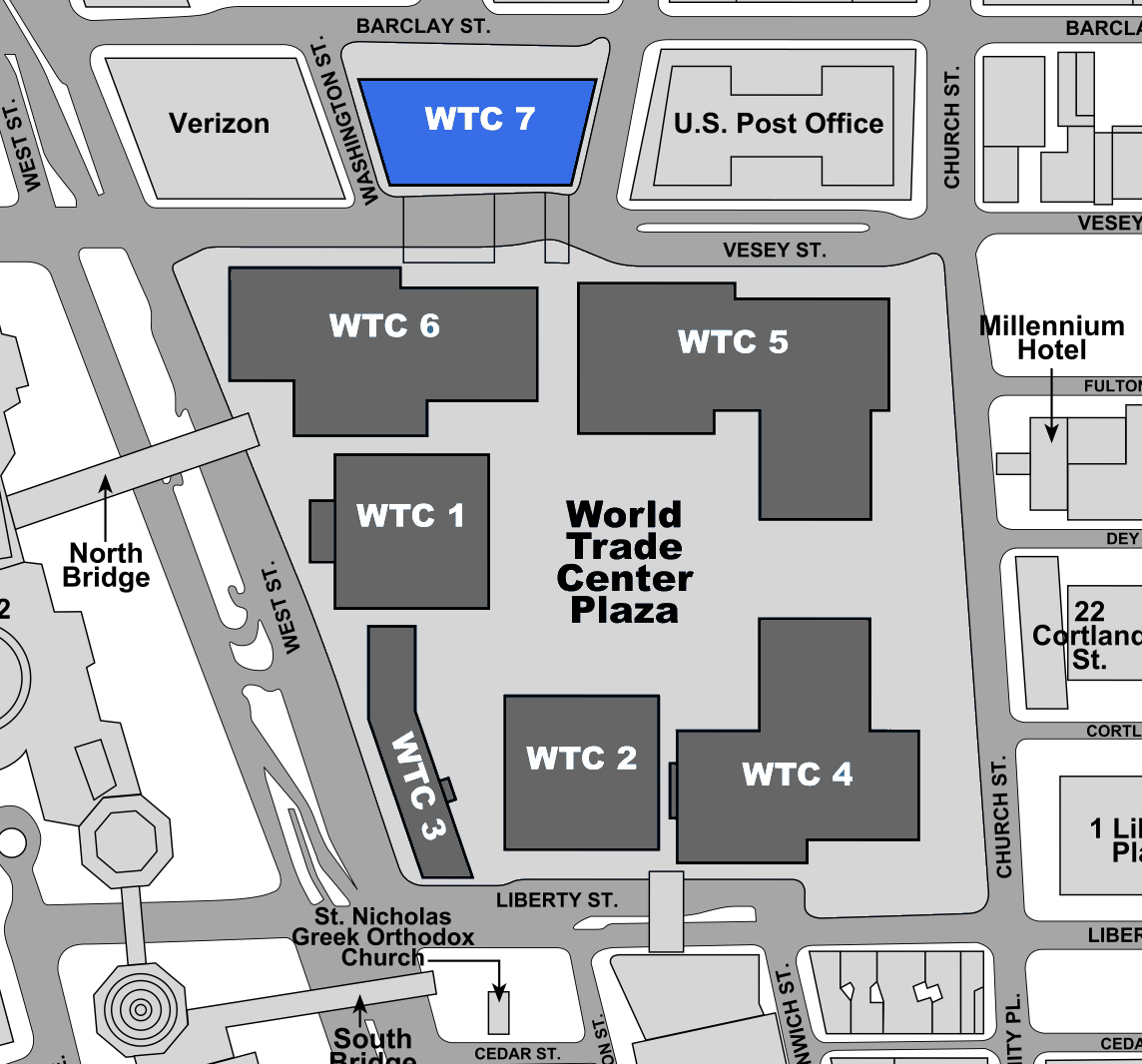
De positie van gebouw 7 vergeleken met de andere WTC gebouwen voor 11 september, 2001

In juni 1986, voor het einde van de constructie, huurde Drexel Burnham Lambert heel het 7 World Trade Center gebouw voor $3 miljard met een termijn van 30 jaar. In december 1986 werd het huurcontract beëindigd na het Boesky schandaal over handel met voorkennis, zodat Silverstein andere huurders moest zoeken. Spicer & Oppenheim huurden 14% van de ruimte, maar verder kon Silverstein een jaar lang geen andere huurders vinden, doordat het destijds slecht ging met de Lower Manhattan markt. Tegen april 1988 had Silverstein de huur verlaagd en andere concessies gedaan.
In november 1988 lieten Salomon Brothers hun plannen om een nieuw, groot complex in Columbus Circle, Midtown te bouwen vallen, en huurden de 19 topverdiepingen van de 7 WTC voor 20 jaar. Het gebouw werd uitgebreid gerenoveerd in 1989 om de vereisten van Salomon Brothers te voldoen. Dit zorgde voor de bijnaam van het gebouw, het Salomon Brothers gebouw. Drie van de verdiepingen werden grotendeels weggehaald omdat huurders zich op de andere verdiepingen bleven zetelen, en meer dan 350 ton staal werd toegevoegd om drie handelsverdiepingen met hoogtes van twee verdiepingen te bouwen. Negen dieselgeneratoren werden geïnstalleerd op de 5de verdieping als deel van het back-upsysteem. Een manager van Silverstein Properties zei erover: "Salomon is een gebouw in een gebouw aan het bouwen – en het is een gebouw in gebruik, wat de toestand ingewikkelder maakt." Larry Silverstein zei dat de ongewone taak haalbaar was omdat het gebouw ontworpen was om "hele porties van verdiepingen weg te halen zonder de structurele integriteit van het gebouw te beschadigen, als iemand dubbel-hoogte verdiepingen nodig zou hebben."
Tegen 11 september, 2001 was Salomon Smith Barney de belangrijkste huurder in 7 World Trade Center, met een gehuurde oppervlakte van 111 750 m2 (64% van het gebouw), inclusief verdiepingen 28–45. De andere grote huurders waren ITT Hartford Insurance Group (11 400 m2), American Express Bank International (9 900 m2), Standard Chartered Bank (10 350 m2) en de Securities and Exchange Commission (9 850 m2). Er waren ook kleinere huurders, namelijk de Internal Revenue Service Regional Council (8 400 m2) en de United States Secret Service (7 900 m2). De kleinste huurders waren de New York City Office of Emergency Management, de National Association of Insurance Commissioners, de Federal Home Loan Bank, First State Management Group Inc., Provident Financial Management en de Immigration and Naturalization Service. De Department of Defense (DOD) en de Central Intelligence Agency (CIA) deelden de 25ste verdieping met de IRS. Verdiepingen 46–47 waren mechanisch, net als de onderste zes verdiepingen en een deel van de zevende.

### 9/11 en instorting

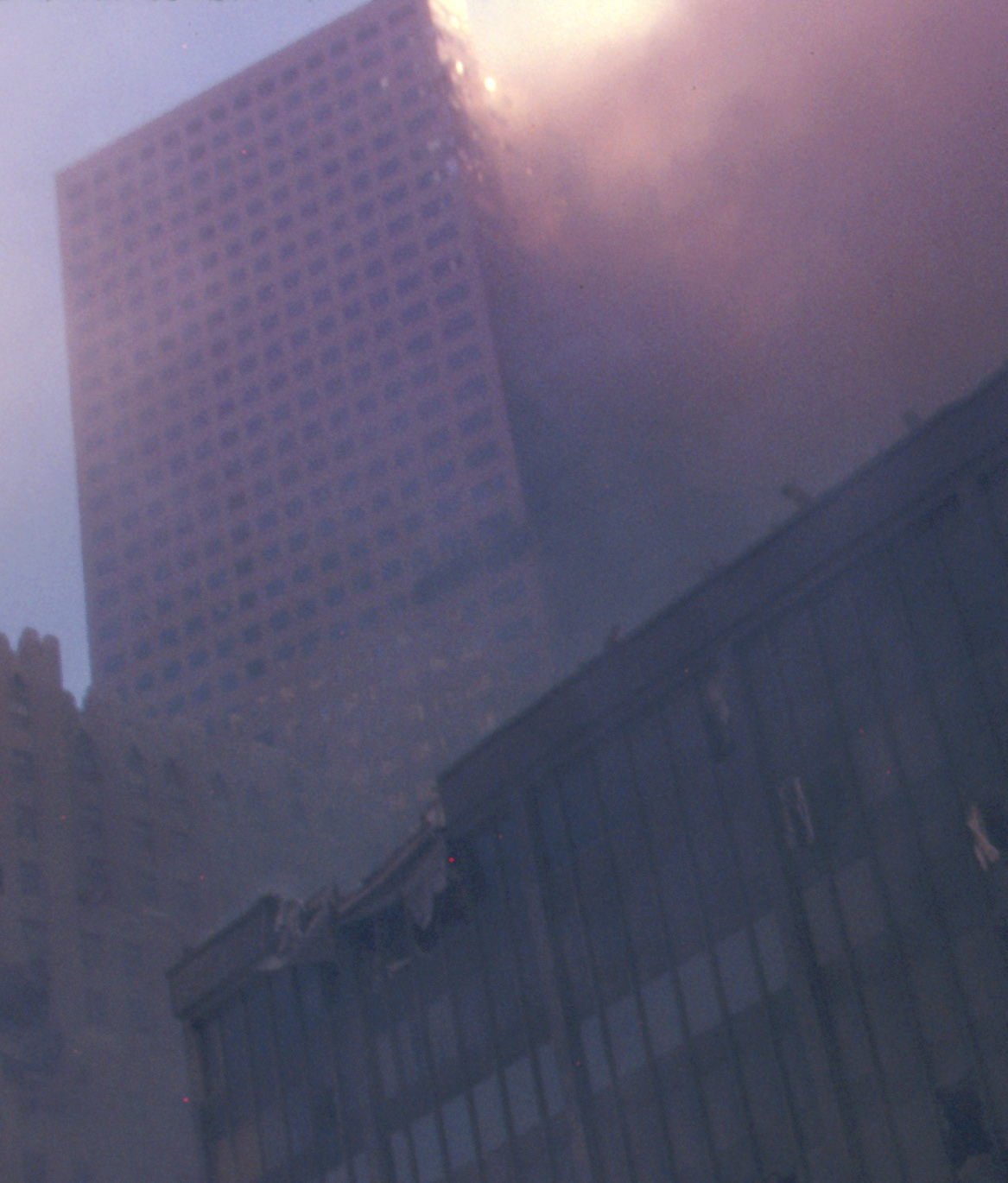
7 World Trade Center in brand na de instorting van de Twin Towers op 9/11

#### Instorting
Toen de Noordtoren instortte op 11 september, 2001 werd de 7 World Trade Center geraakt door hevig puin, waardoor de zuidelijke kant beschadigd raakte en begon te branden, wat de hele middag doorging. De instorting bracht ook schade aan in de zuidwestelijke hoek tussen verdiepingen 7–17 en aan de zuidkant tussen verdieping 44 en het dak; er was mogelijk ook andere structurele schade, zoals een grote verticale snee in het centrum van de zuidelijke kant tussen verdiepingen 24–41. Het gebouw had een sprinklerinstallatie, maar met veel zwakke punten: men moest handmatig de elektrische vuurpomp aanzetten; de bediening op het grondniveau hadden een enkele verbinding met de waterpomp; en het sprinklersysteem had kracht nodig voor de vuurpomp water kon toevoeren. De waterdruk was ook te laag, waardoor er te weinig water was voor de sprinklers.
Nadat de Noordtoren instortte, gingen enkele brandweermannen de 7 WTC-toren binnen om die te doorzoeken. Ze probeerden kleine branden te blussen, maar een te lage waterdruk maakte dit moeilijk. Tijdens de middag waren er meerdere oncontroleerbare branden op meerdere verdiepingen; de vlammen waren zichtbaar aan de oostkant. Tijdens de namiddag waren er branden op verdiepingen 6–10, 13–14, 19–22 en 29–30. Vooral de branden op verdiepingen 7–9 en 11–13 bleven oncontroleerbaar branden door de namiddag. Ongeveer rond 14:00 begonnen de brandweerlui een ronding te zien tussen verdiepingen 10–13, wat betekende dat het gebouw onstabiel werd en kon instorten. Ze hoorden ook krakende geluiden uit het gebouw. Rond 15:30 besloot FDNY aanvoerder Daniel A. Nigro om de reddingsoperaties en puinverwijdering stop te zetten en het gebied te evacueren uit bezorgdheid voor personeelsveiligheid. Volgens FEMA begon het gebouw in te storten om 17:20:33 EDT toen het oostelijk mechanisch penthouse begon te verbrokkelen, maar het is onduidelijk wanneer het gebouw volledig instortte – volgens FEMA was dit om 17:21:10 EDT, maar het was om 17:20:52 EDT volgens NIST.

#### Rapportering

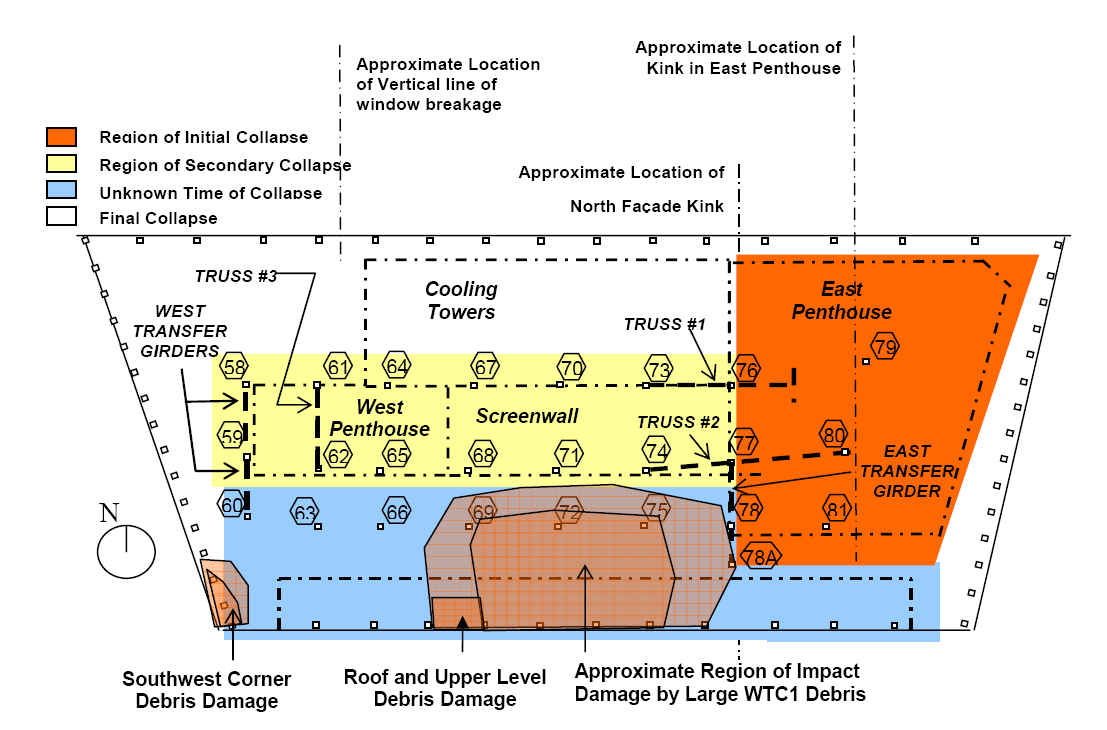
Schematisch zicht op instorting, met structurele fouten beginnend bij de lagere verdiepingen, op de oostkant van het gebouw en verticale ontwikkeling tot het oostelijk mechanisch penthouse

In mei 2002 maakte de Federal Emergency Management Agency (FEMA) een rapportering over de instorting, gebaseerd op een voorafgaand onderzoek van de Structural Engineering Institute van de American Society of Civil Engineers onder leiding van Dr. W. Gene Corley, P.E. FEMA maakte de voorafgaande ondervinding dat de instorting niet hoofdzakelijk door de echte inslag van de instorting van 1 WTC en 2 WTC veroorzaakt werd, maar door de branden op meerdere verdiepingen opgewekt door het puin van de andere torens die konden blijven branden door het tekort aan water of manuele brandblussers. FEMA maakte geen conclusies over de oorzaak van de instorting en riep om diepgaander onderzoek.
Daarna kreeg de National Institute of Standards and Technology (NIST) toestemming om de instorting van de Twin Towers en 7 WTC verder te onderzoeken. Het onderzoek, onder leiding van Dr. S. Shyam Sunder, gebruikte de technische deskundigheid van de eigen organisatie, alsook de kennis van andere instituties, zoals de Structural Engineering Institute van de American Society of Civil Engineers (SEI/ASCE); de Society of Fire Protection Engineers (SFPE); de National Fire Protection Association (NFPA); de American Institute of Steel Construction (AISC); de Council on Tall Buildings and Urban Habitat (CTBUH); en de Structural Engineers Association of New York (SEAoNY).
Het grootste deel van het onderzoek naar 7 WTC werd vertraagd zodat men zich kon focussen op het onderzoek rond de Twin Towers. Ondertussen maakte NIST een voorafgaand rapport over 7 World Trade Center in juni 2004, en maakte toen regelmatig bijwerkingen over het onderzoek. Volgens NIST had de vertraging van het onderzoek rond 7 WTC een aantal redenen, vooral dat hun personeel voor het 7 WTC onderzoek tussen juni 2004 en september 2005 voltijds naar het Twin Towers onderzoek werden verplaatst. In juni 2007 legde Shyam Sunder uit dat "we gaan zo snel mogelijk vooruit, terwijl we een groot aantal scenario's streng testen en evalueren om de meest definitieve conclusie mogelijk te bekomen. Het 7 WTC onderzoek is op sommige vlakken even, of zelfs meer, uitdagend dan dat van de Towers. Hoewel, het huidige onderzoek heeft het voordeel van grote technologische vooruitgang en lessen uit het werk op de Towers."

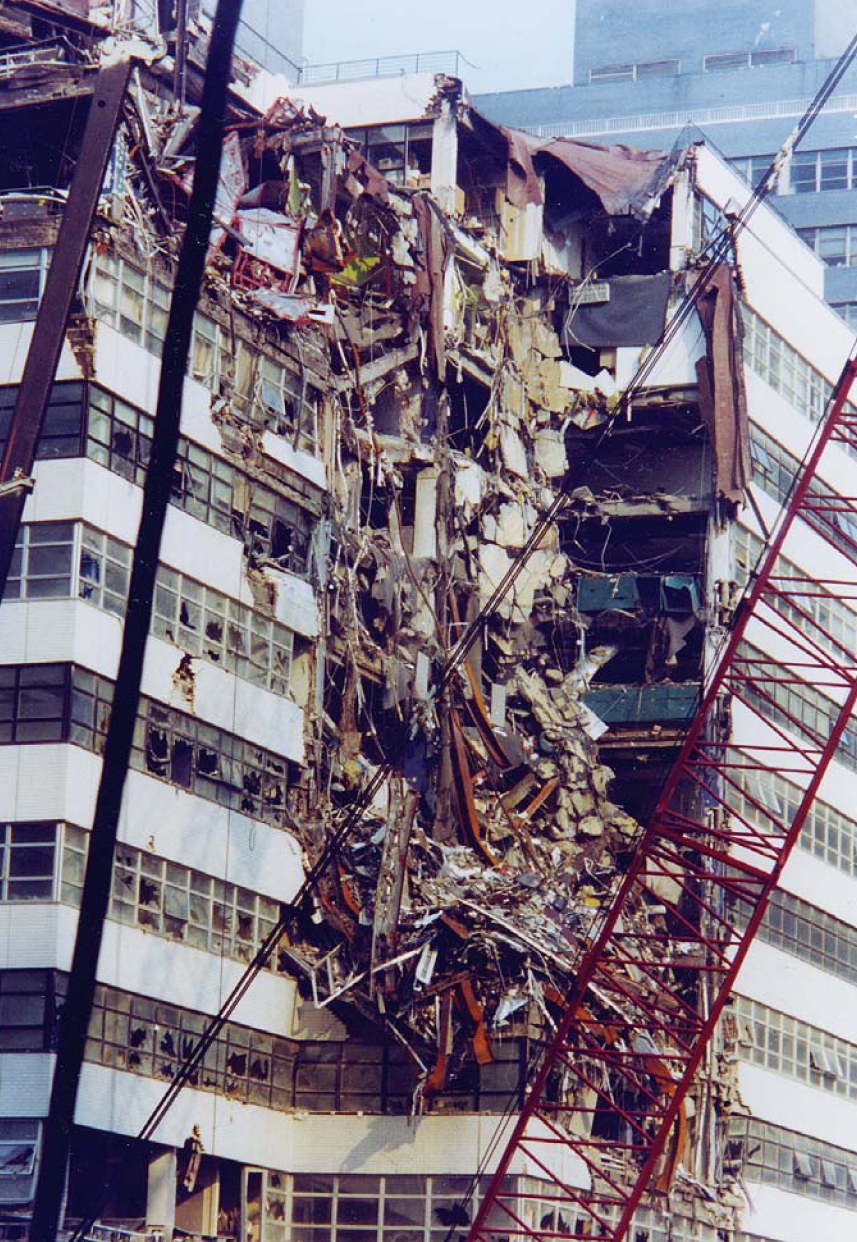
BMCC's Fiterman Hall was zwaar beschadigd door de instorting van 7 World Trade Center.

In november 2008 werd het definitieve rapport over de oorzaak van de instorting van 7 WTC door NIST publiek gemaakt. Dit volgde op NIST's voorafgaand rapport op 21 augustus 2008, wat een periode voor publiek commentaar toeliet. In het onderzoek gebruikte NIST ANSYS om de elementen to simuleren die tot de instorting leidden, en LS-DYNA om de algemene reacties na de beginnende gebeurtenissen te simuleren. NIST besloot dat dieselolie geen belangrijke factor was, hetzelfde geldt voor de structurele schade door de instorting van de Twin Towers. Het gebrek aan water om de brand te bestrijden was een grote factor en het oncontroleerbare vuur in de namiddag zorgde ervoor dat vloerbalken rond kolom 79 zich uitbreidden en een belangrijke balk uit zijn plaats duwden, waardoor op verdiepingen 8–14 de vloeren rond kolom 79 instortten. Zonder de zijdelingse steun op negen verdiepingen ging kolom 79 ten onder en trok het oostelijk penthouse en enkele andere kolommen met zich mee. Zonder deze kolommen ging de instorting verder van oost naar west doorheen de kern. De omtrek steun kraakte, waardoor het tussen verdiepingen 7–17 het begaf, met als resultaat dat de rest van het bovenliggende gebouw neerviel als een. De hoofdredenen van de instorting waren dus de branden en het gebrek aan water.
Toen de eerste 7 WTC toren instortte, zorgde het puin voor zware schade aan de Borough of Manhattan Community College Fiterman Hall gebouw, op 30 West Broadway, en het kon niet hersteld worden. In plaats daarvan werd het gebouw in 2009 gesloopt, en een nieuwe Fiterman Hall werd voltooid in 2012 voor $325 miljoen. Het aangrenzend Verizon Building, een art-deco-gebouw uit 1926, werd hevig beschadigd aan zijn oostkant door het instorten van 7 World Trade Center, hoewel het hersteld kon worden voor $ 1,4 miljard.
Bestanden over meerdere federale onderzoeken waren opgeslagen in 7 World Trade Center. De Equal Employment Opportunity Commission schat dat zo'n 10 000 van hun bestanden beschadigd werden. Onderzoeksbestanden uit het grootste werkkantoor van de Secret Service werden vernietigd en "alle bewijzen die we opsloegen in 7 World Trade, in al onze zaken, gingen neer met het gebouw," volgens een Secret Service agent. Kopieën van emails verbonden met het WorldCom schandaal, die later verzocht werden door de SEC van Salomon Brothers, een dochterbedrijf van Citigroup gezeteld in het gebouw, werden ook verwoest.
Het rapport van de NIST vond geen bewijs voor complottheorieën dat 7 World Trade Center gesloopt zou zijn door geplante explosieven. Het breek-patroon van de ramen en de geluiden die het resultaat zouden moeten zijn van explosieven, werden niet gevonden. Het voorstel dat een brandstichtend materiaal zoals thermiet in plaats van een explosief gebruikt werd, werd als onwaarschijnlijk beschouwd door NIST, vanwege het gedrag van de brand en de structurele reactie ertegen, en omdat het onwaarschijnlijk is dat de nodige hoeveelheid materiaal binnen kon gesmokkeld worden zonder gevonden te worden.
Gebaseerd op het onderzoek herhaalde NIST meerdere aanbevelingen die het al had geschreven in het rapport over de Twin Towers, en maakte een dringende extra aanbeveling: dat brandbeveiliging moet geëvalueerd worden met de gedachte dat de sprinklers niet beschikbaar zijn; en dat men rekening moet houden met de effecten van warmte-uitbreiding op de vloersteun. Hoewel het hoofddoel van huidige bouwcodes het verlies van leven moeten voorkomen, in plaats van het voorkomen van instorting, was het hoofdpunt van NIST's aanbevelingen om te voorkomen dat gebouwen instorten door brand als er geen sprinklers beschikbaar zijn.

## Nieuwe gebouw

Voorafgaande gebiedsplan voor het herbouwen van de World Trade Center.

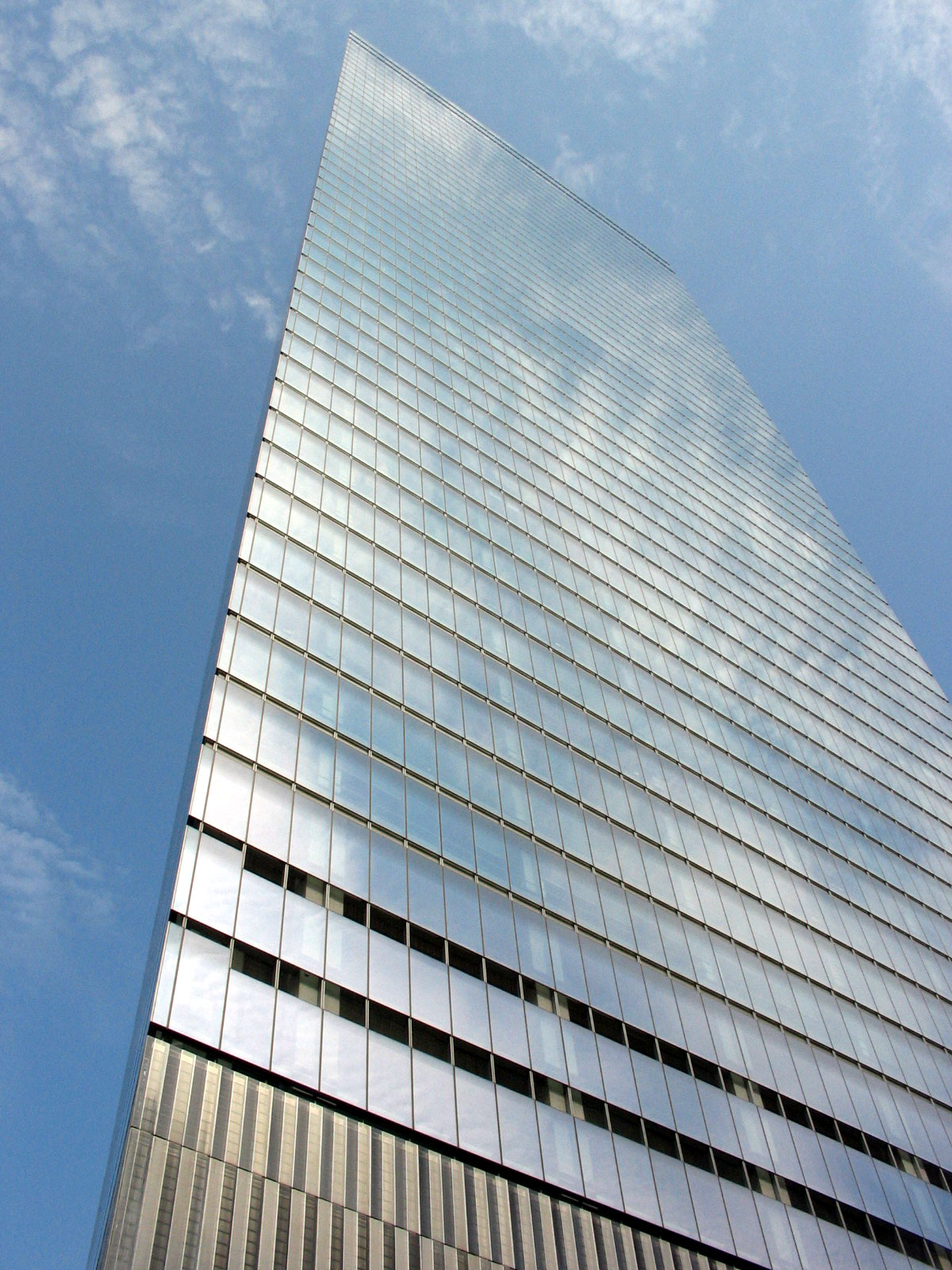
De nieuwe 7 World Trade Center vanaf de grond

De nieuwe 7 World Trade Center heeft 52 verdiepingen en is 226 m hoog. Er zijn 42 verhuurbare verdiepingen, vanaf de 11de verdieping, en een totaal van 160 000 m2 aan kantoorruimte. De eerste tien verdiepingen bevatten een elektrisch onderstation dat stroom voorziet aan een groot deel van Lager Manhattan. De toren heeft een kleiner voetdruk dan zijn voorganger, dus kon Greenwich Street weer TriBeCa en het Financiële District.

### Ontwerp
David Childs van Skidmore, Owings and Merrill werkte samen met glasartiest en ontwerper James Carpenter om een ontwerp te maken met doorzichtig, laag-ijzer glas voor reflectie en licht, met roestvrije zwikken achter het glas om te helpen bij het weerkaatsen van licht. Men gebruikte als roestvrij staal in de voorgevel Type 316, gebaseerd op molybdeen, vanwege de extra bescherming tegen corrosie. Om het elektrisch onderstation en de schoonheid van het gebouw te verbeteren kreeg de onderkant van het gebouw roestvrije persiennes voor ventilatie voor de machines. Overdag reflecteert deze muur het zonlicht, terwijl het 's nachts verlicht wordt met blauwe leds. De muur rond de lobby bestaat uit gelamineerd, thermisch versterkt glas met een hoge standaard aan ontploffingsweerstand. 'S nachts geeft een grote kubus boven de lobby ook licht, en wit licht overdag, en tijdens het schemerlicht wordt het violet waarna het terug overgaat naar blauw. Binnen de lobby werd een grote lichtinstallatie gemaakt door artiest Jenny Holzer, waarop gloeiende tekst staat op brede plastieken platen. De hele muur, die 20 m lang en 4,3 m hoog is, veranderd van kleur gabseerd op de tijd. Holzer werkte samen met Klara Silverstein, Larry Silverstein's vrouw, om een gedicht te kiezen voor de installatie. De muur is structureel versterkt voor de veiligheid.
Het gebouw wordt gepromoot als de veiligste wolkenkrabber in de Verenigde Staten. Volgens Silverstein Properties, eigenaar van het gebouw, zal het "een reeks van uitbreidingen voor de veiligheid bevatten die de standaard zullen worden voor nieuwe hoogbouw." Het gebouw heeft 60 cm dik gewapend beton, brandveilige liften en toegangsschachten voor de trappen. Het originele gebouw gebruikte enkel gipsplaat om de schachten te bedekken. De trappen zijn ook breder dan de originele, voor snellere evacuatie.
7 World Trade Center is uitgerust met Otis bestemmingsliften. Nadat een verdieping wordt ingedrukt op het liftpaneel worden de passagiers gegroepeerd naar de specifieke liften die hen naar de bestemming zullen brengen. Hierdoor worden wachttijden vermindert. De liften zijn geïntegreerd met een kaartsysteem dat de gewenste verdieping van een bediende meteen herkent gebaseerd op waar ze werken en automatisch een gepaste lift stuurt.
Ongeveer 30% van het structureel staal in het gebouwd is gerecycled. Regenwater wordt opgenomen en gebruikt voor de irrigatie van het park en om het gebouw koel te houden. Samen met andere duurzame ontwerpdetails is het ook ontworpen om zoveel mogelijk natuurlijk licht binnen te laten, verbruik wordt aan de huurders overgelaten zodat ze minder verbruiken, het verhittingssysteem wordt hergebruikt om wat extra vermogen op te wekken en gerecycleerd materiaal wordt gebruikt voor isolatie en interieur.

### Bouw

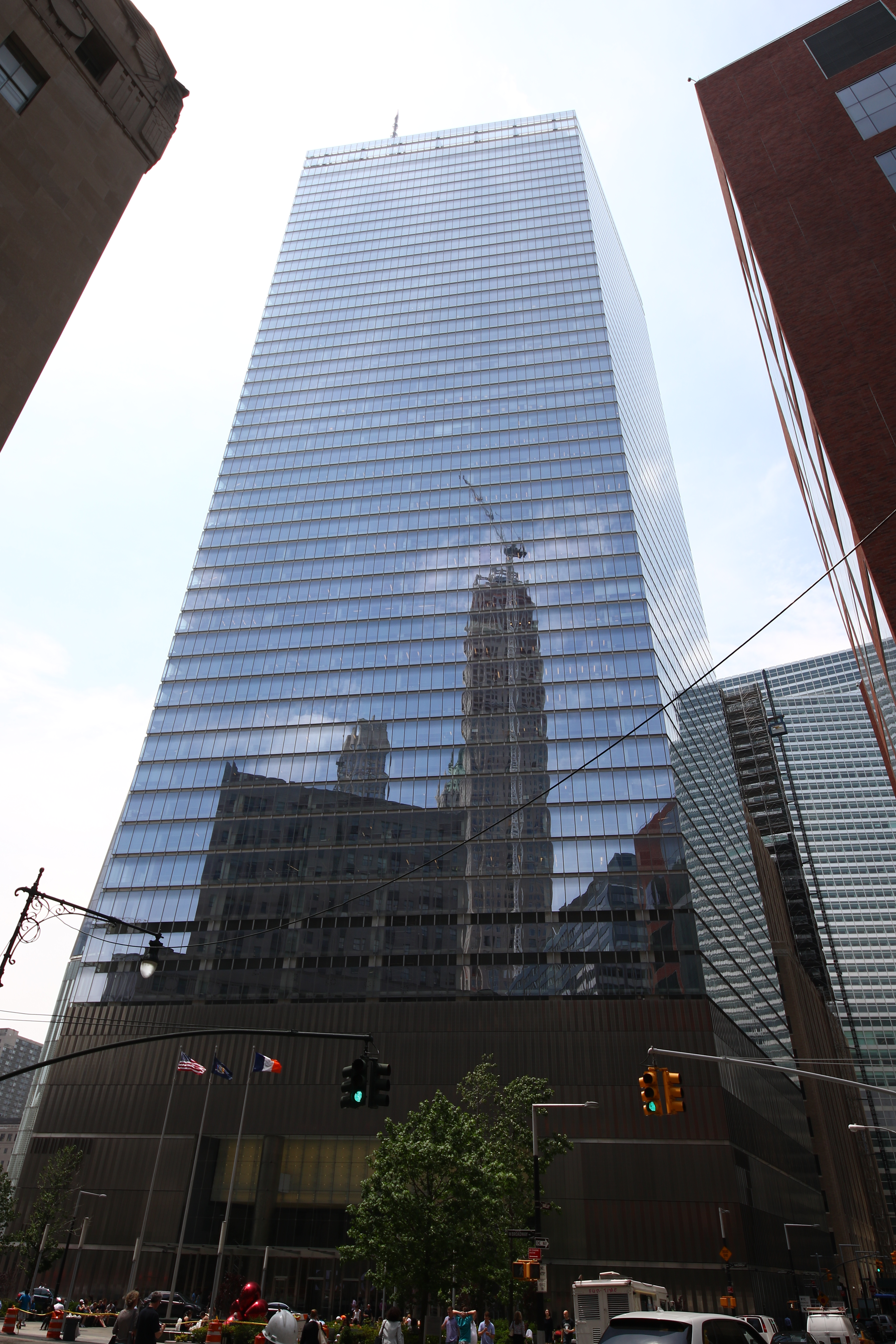
7 World Trade Center van straatniveau

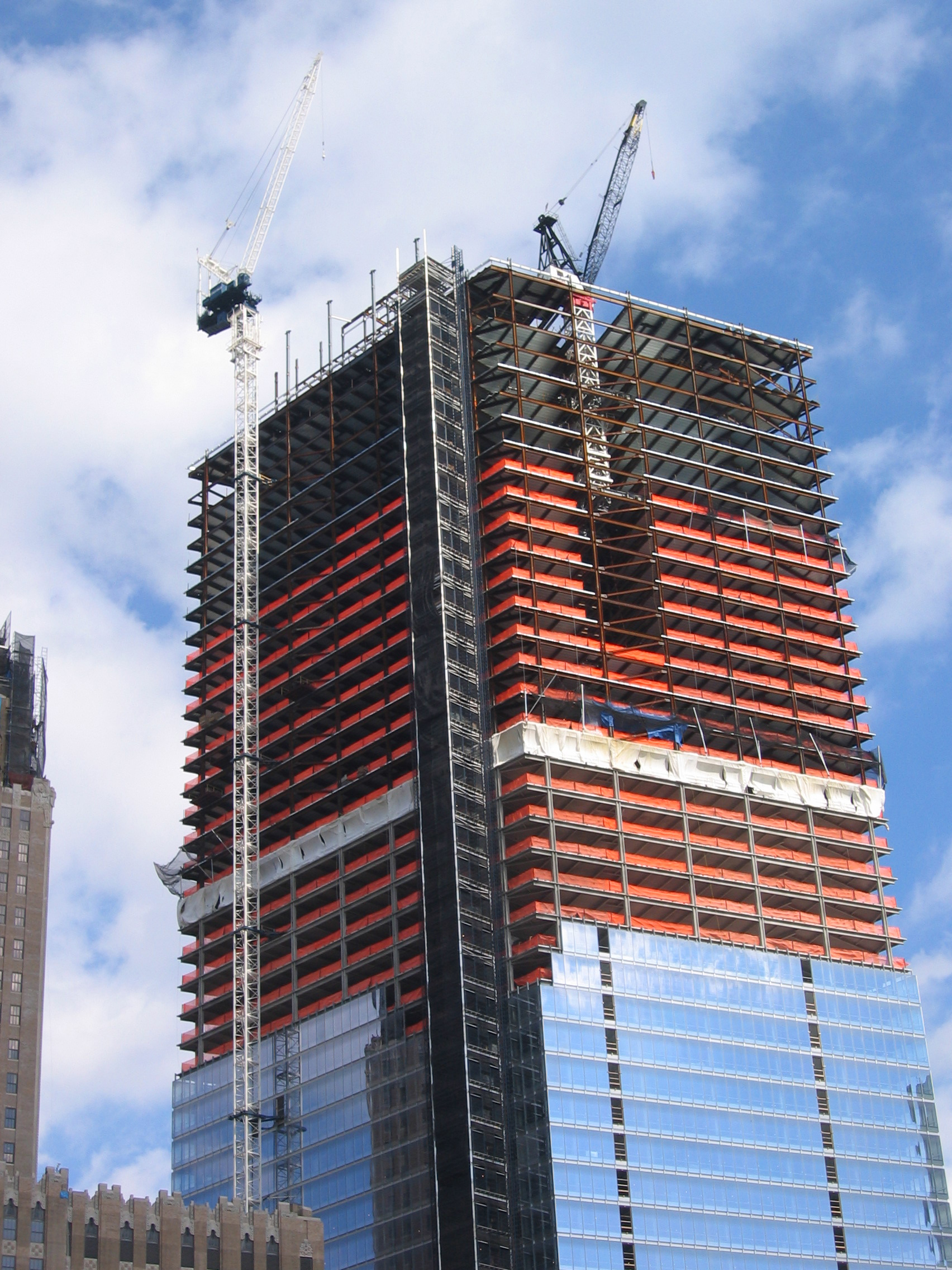
7 World Trade Center constructie in oktober 2004.

De bouw van de nieuwe 7 World Trade Center begon op 7 mei 2002, toen een hek op de site geplaatst werd. De Tishman Construction Company van New York begon aan de bouw in 2002, niet lang nadat het puin uit het gebied werd opgeruimd. De herstelling van het Con Ed elektrisch onderstation nam voorrang, omdat het verantwoordelijk was voor de stroom in een groot deel van Lower Manhattan. Doordat 7 World Trade Center geen deel uitmaakt van de 6,5 hectare World Trade Center site, had Larry Silverstein enkel toestemming nodig van de Port Authority, waardoor de bouw snel kon beginnen. Gebouw Zeven was geen deel van het originele bouwplan van Daniel Libeskind, maar werd ontworpen door Skidmore, Owings & Merrill onder leiding van David Childs, wie ook de belangrijkste ontwerper was van de nieuwe One World Trade Center.
Toen de constructie van het elektrisch onderstation af was in 2003, ging de bouw van de kantoortoren door. Men ging ongebruikelijk te werk in de bouw; het stalen skelet werd eerst opgetrokken voor de betonnen kern werd toegevoegd. Dankzij deze aanpak duurde de constructie met enkele maanden ingekort. De bouw was af in 2006 en kostte $700 miljoen. Hoewel Silverstein $861 miljoen verzekeringsgeld kreeg voor het oude gebouw, had hij nog $400 miljoen schulden voor de hypotheek. De herconstructie kosten werd gedekt door $745 miljoen in Liberty Bonds, wat vrijgesteld is van belasting om de bouw in Lower Manhattan te stimuleren, en verzekeringsgeld dat overbleef na andere kosten.
Een driehoekig park van 1 400 m2 werd gemaakt tussen de uitgebreide Greenwich Street en West Broadway door David Childs met Ken Smith en zijn collega Annie Weinmayr, van Ken Smith Landscape Architect. Het park omvat een open plaza met een fontein en zijdelingse bosjes liquidambar bomen en buxus struiken. In het midden van de fontein staat Balloon Flower (red) van beeldhouwer Jeff Koons, dat met spiegelglad, roestvrij staal een verdraaide ballon voorstelt in de vorm van een bloem.

### Opening
Het nieuwe 7 World Trade Center werd officieel geopend in de middag van 23 mei 2006, met een gratis concert met Suzanne Vega, Citizen Cope, Bill Ware Vibes, Brazilian Girls, Olabelle, Pharaoh's Daughter, Ronan Tynan, en speciale gast Lou Reed. Voor de opening werden de voorkant en de lobby van het gebouw al gebruikt in scènes voor de film Perfect Stranger met Halle Berry en Bruce Willis.
Sinds de opening zijn meerdere onverhuurde bovenverdiepingen gebruikt voor liefdadigheidsevenementen, modeshows en prestigieuze gala's. Silverstein Properties liet de ruimte in het nieuwe gebouw hiervoor gebruiken om mensen aan te trekken om het gebouw te bekijken. Tussen 8 september en 7 oktober 2006 werd het werk van fotograaf Jonathan Hyman tentoongesteld in An American Landscape, een gratis tentoonstelling van de World Trade Center Memorial Foundation in 7 World Trade Center. De foto's tonen de reacties van mensen in New York en doorheen de Verenigde Staten na de aanvallen op 11 september 2001. De voorstelling vond plaats op de 45ste verdieping, terwijl de ruimte verhuurbaar bleef.

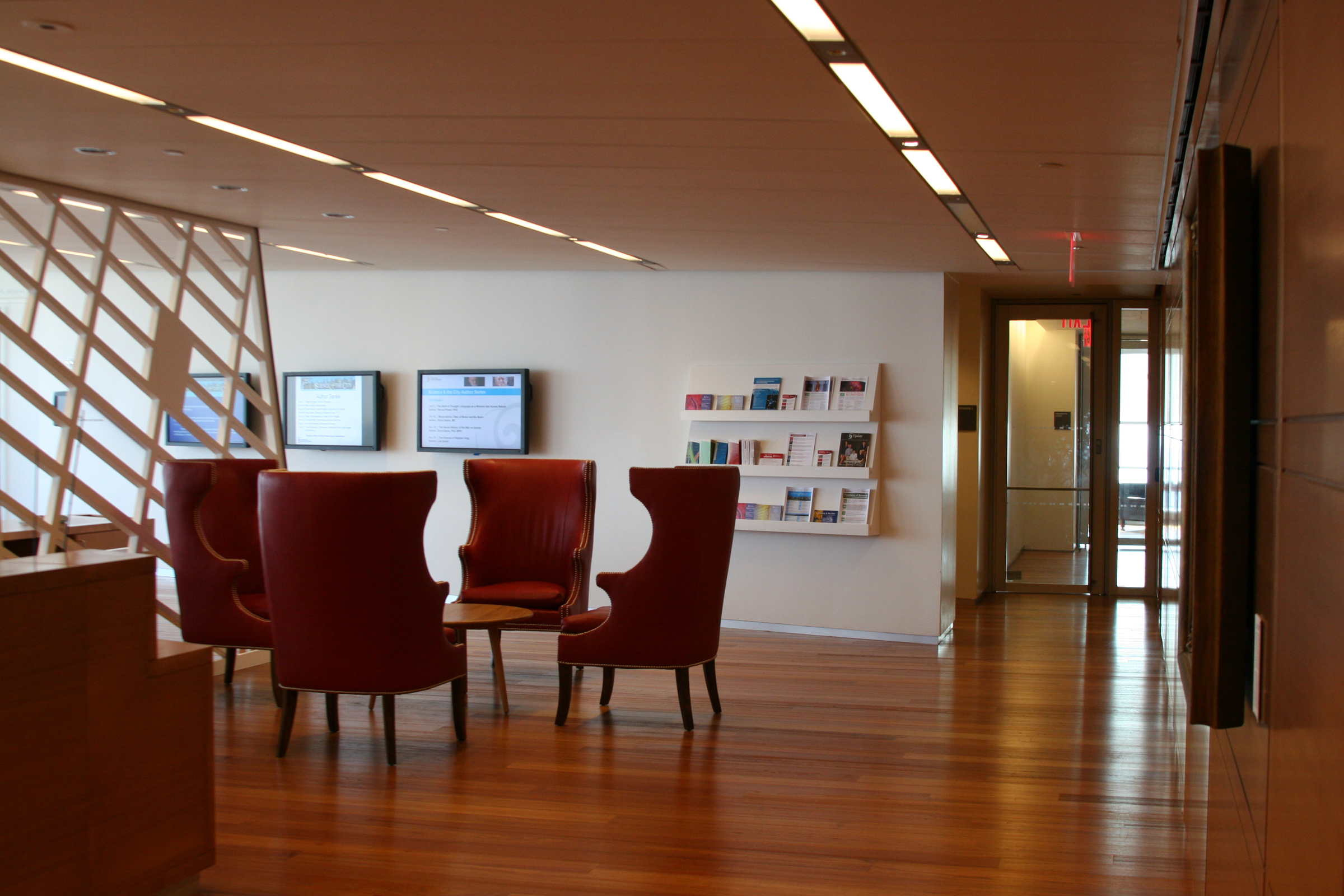
New York Academy of Sciences kantoor op de 40ste verdieping

Tegen maart 2007 was 60% van het gebouw verhuurd. In september 2006 huurde Moody's 15 verdiepingen van 7 WTC voor 20 jaar. Rond mei 2007 waren de andere huurders ABN AMRO Group N.V., Ameriprise Financial Inc., Darby & Darby P.C., Mansuetto Ventures LLC, uitgever van Fast Company en Inc., en de New York Academy of Sciences.
De ruimte van Mansuetto Ventures werd ontworpen voor een maximale hoeveelheid natuurlijk licht en heeft een open vloerplan. De ruimte van de New York Academy of Sciences op de 40ste verdieping, ontworpen door H3 Hardy Collaboration Architecture, werkt met de parallellogram vorm van het gebouw. Als opvolging met het groene ontwerp van het gebouw, gebruikte NYAS gerecycleerd materiaal in veel kantoorspullen, heeft gerichte verwarming, en beweging-detecterende lampen die zich aanpassen aan het zonlicht.
Silverstein Properties heeft ook kantoren en directiekantoren in 7 World Trade Center, samen met kantoorruimte voor de architect- en ingenieursbedrijven die aan One World Trade Center, Four World Trade Center, Three World Trade Center en Two World Trade Center. Het gebouw werd volledig gehuurd in september 2011 toen MSCI Inc. 11 600 m2 ruimte op de bovenste verdieping huurde.